# Henri Paternóster
Henri Paternóster (ur. 9 stycznia 1908 Etterbeek, zm. 30 września 2007 w Brukseli) – belgijski florecista, brązowy medalista olimpijski.
Na igrzyskach olimpijskich w Berlinie w 1936 roku zajął piąte miejsce w turnieju drużynowym. Po II wojnie światowej wystąpił na igrzyskach olimpijskich w Londynie w 1948 roku, gdzie Belgowie w składzie: Georges de Bourguignon, Henri Paternóster, Édouard Yves, Raymond Bru, André van de Werve de Vorsselaer i Paul Valcke zdobyli drużynowo brązowy medal. W rywalizacji indywidualnej odpadł w półfinałach. 
Nie zdobył medalu mistrzostw świata.